# Freya minuta
Freya minuta är en spindelart som först beskrevs av Pickard-Cambridge F. 1901.  Freya minuta ingår i släktet Freya och familjen hoppspindlar. Inga underarter finns listade i Catalogue of Life.